# أنمي فيست
أنمي فيست هو أقدم تجمع لمحبي الأنمي يُقام في جمهورية التشيك في أوروبا.
عُقد أنمي فيست لأول مرة في عام 2004 بتنظيم مجموعة أوتاكو برنو (بالتشيكية Brněnští Otaku)، وكانت حينها مجموعة حرة من الأوتاكو، ولا تزال المجموعة تقوم على تنظيمه حتى الآن. وبمرور الوقت أصبح التجمع كبير، ولتنظيمه بشكل أفضل جرى تأسيس جمعية مدنية تحت اسم برنستي أوتاكو (Brněnští Otaku) في 2007. يُقام في جمهورية التشيك تجمعان كبيران لمحبي الأنمي والأوتاكو ومنها أنمي فيست. وتحظى هذه التجمعات بأعداد زوار كبيرة تقارب أعداد زوار مهرجان أدفيك الذي يُقام في براغ في شهر يوليو/تموز. تُعقد في أنمي فيست مسابقة لفيديو موسيقي للأنمي يحصل الفائز الأول فيها على الجائزة الرئيسية وهي دمية من النسيج تجسد شخصية جاري توتورو. تُقام المسابقة سنويًا منذ أول أنمي فيست، ولهذا السبب يُعد أنمي فيست أهم حدث سنوي في التشيك لأغلب صنّاع فيديو موسيقى الأنمي. ومنذ عام 2010، أصبحت مسابقة الكوزبلاي في أنمي فيست جزءً من يوروكوزبلاي.

## وصلات خارجية
- Official website of Animefest convention(Czech)
- Official Youtube channel (with reports and event recordings)
- A report about Animefest 2009 in Denik Rovnost, Brno press(Czech)
- A report about Animefest 2010 in Denik Rovnost, Brno press(Czech)
- Report about Animefest 2010 by Studio Pierrot(Japanese)